# Darwin Laylo
Darwin Laylo (ur. 1980) – filipiński szachista, arcymistrz od 2007 roku.

## Kariera szachowa
Pierwsze znaczące sukcesy zaczął odnosić pod koniec lat 90. XX wieku. W 1999 r. zdobył w Vung Tau tytuł wicemistrza Azji juniorów do lat 20 (za Krishnanem Sasikiranem). W 2004 i 2006 r. reprezentował swój kraj na szachowych olimpiadach. W 2006 r. zdobył w Mandaluyong City tytuł indywidualnego mistrza Filipin, podzielił III m. w silnie obsadzonym otwartym turnieju w Bad Wiessee (za Steliosem Halkiasem i Aleksandrem Szabałowem, wspólnie z m.in. Konsantinem Landą, Władimirem Jepiszynem i Yannickiem Pelletierem) oraz podzielił I m. (wspólnie z Đào Thiên Hải, Oliverem Dimakilingiem, Ziaurem Rahmanem i Wyn Zaw Htunem) w Kuala Lumpur (w obu tych turniejach wypełnił normy arcymistrzowskie). W 2007 r. zajął VII m. w indywidualnych mistrzostwach Azji (zdobywając trzecią normę na tytuł arcymistrza), wystąpił również w Pucharze Świata, przegrywając w I rundzie Etienne Bacrotem. W 2011 r. podzielił I m. (wspólnie z Tigranem Kotanjanem i Nikołajem Kabanowem) w turnieju Aerofłot Open–B w Moskwie.
Najwyższy ranking w dotychczasowej karierze osiągnął 1 stycznia 2010 r., z wynikiem 2556 punktów zajmował wówczas 3. miejsce wśród filipińskich szachistów.